# Grzyby dymorficzne

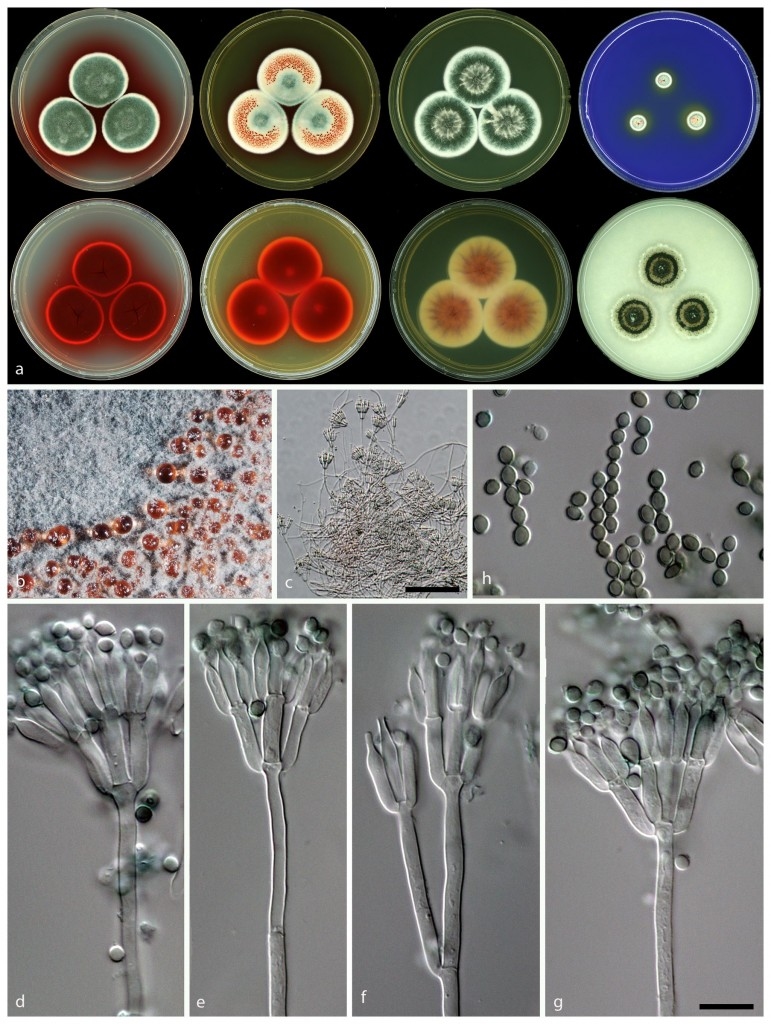
Talaromyces atroroseus. a – kolonie, b,h – forma drożdżowa, c,d,e,f,g – forma strzępkowa

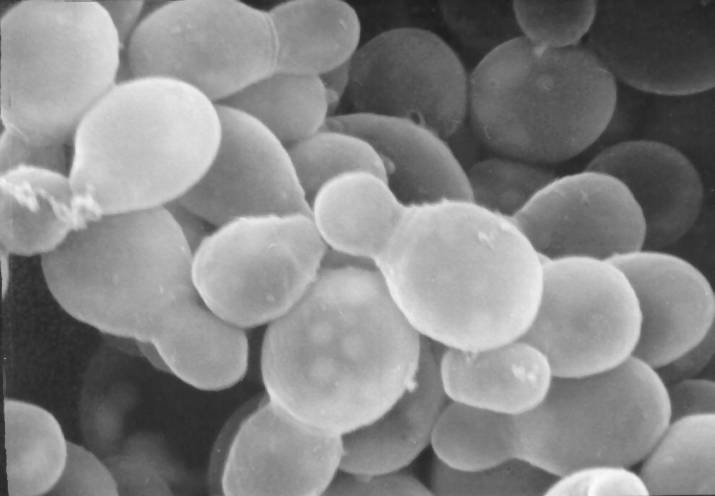
Malassezia furfur – forma drożdżowa

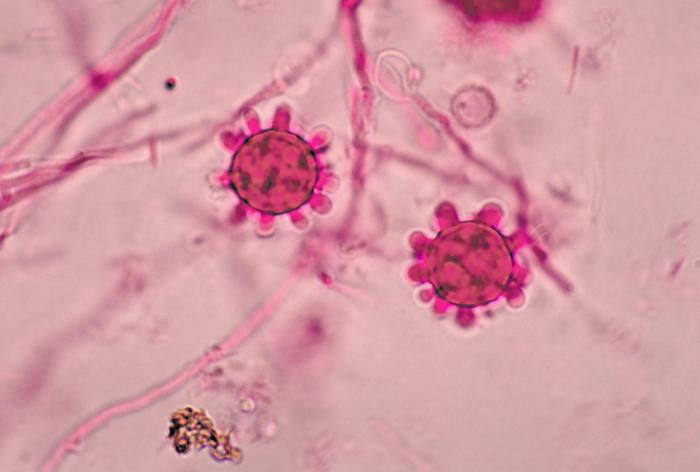
Malassezia furfur – forma strzępkowa z makrokonidiami

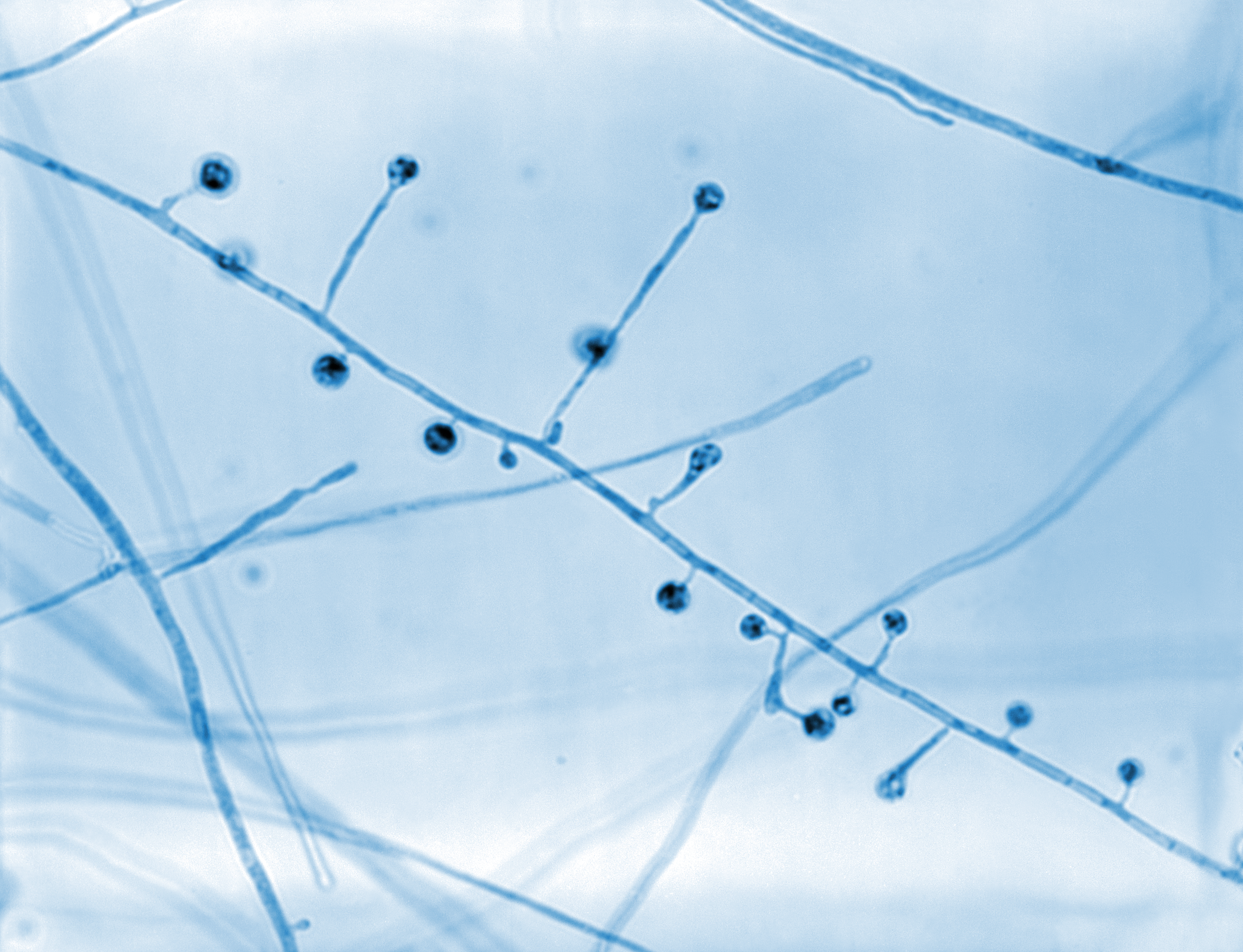
Blastomyces dermatitidis – forma strzępkowa

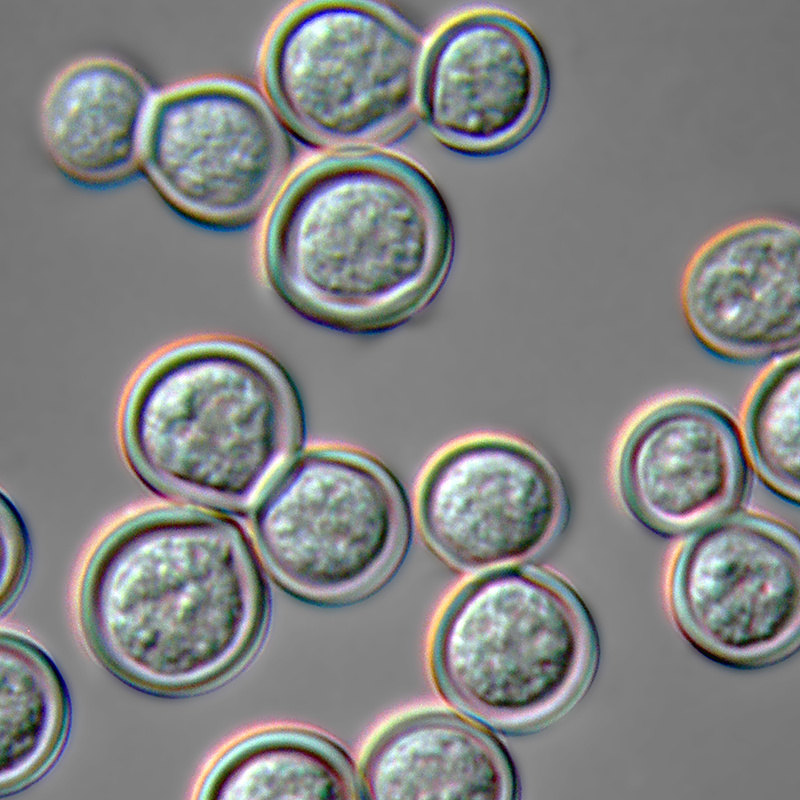
Blastomyces dermatitidis – forma drożdżowa

Grzyby dymorficzne (ang. dimorphic fungi) – grzyby, które mogą występować zarówno w postaci strzępkowej, jak i drożdżowej. Postać w jakiej występują zwykle zależy od temperatury i z tego powodu grzyby te opisywane są także jako grzyby termodymorficzne, ale są też grzyby u których przemiana ta nie zależy od temperatury i wywołują ją inne czynniki. Grzyby dymorficzne znajdują się wśród Mucoromycota, workowców, a nawet podstawczaków (drożdże podstawkowe).

## Dymorfizm grzybów i jego znaczenie
Niektóre gatunki grzybów dymorficznych to grzyby chorobotwórcze, wywołujące choroby ludzi i zwierząt. Na całym świecie grzyby termodymorficzne powodują rocznie kilka milionów infekcji u ludzi. Do tej grupy zaliczają się ważne ludzkie patogeny z rodzajów Blastomyces, Coccidioides, Histoplasma, Paracoccidioides, Sporothrix, Talaromyces i Emergomyces. Po pandemii AIDS i wzroście liczby pacjentów poddawanych leczeniu immunosupresyjnemu z powodu nowotworów, przeszczepów narządów i chorób autoimmunologicznych, częstość występowania chorób wywołanych przez te grzyby rośnie.
Naturalnie grzyby te występują w postaci strzępkowej w glebie lub w roślinach, ale gdy wraz z wdychanym powietrzem lub przez ranę dostaną się do ciała człowieka, przechodzą złożony proces i przekształcają się w patogenną postać drożdżową, powodując chorobę. Zmiana ich morfologicznej postaci ze strzępkowej na drożdżową ma kluczowe znaczenie dla ich patogeniczności. Dymorfizm, czyli możliwość występowania zarówno w postaci strzępkowej, jak i drożdżowej sprzyja większemu ich rozprzestrzenieniu, gdy bowiem nich forma drożdżowa nie dostanie się do ciała żywiciela może w glebie lub w roślinach przekształcić się w formę strzępkową i rozprzestrzeniać się poprzez bezpłciowe konidia.

## Przemiana strzępkowo-grzybowa
U grzybów termomorficznych przemiana formy strzępkowej w chorobotwórczą, drożdżową, zwykle następuje w wyższej temperaturze (w temperaturze ciała ssaków), ale wyjątkiem jest Candida albicans, która w wyższej temperaturze tworzy formę strzępkową.
U grzybów nietermomorficznych istnieje kilka czynników wywołujących przemianę jednej formy w drugą. U pleśniaków Mucor w warunkach beztlenowych tworzy się forma drożdżowa, a w obecności tlenu forma strzępkowa. Malassezia furfur przekształca się z formy drożdżowej w strzępkową w obecności L-DOPA. Hortaea werneckii rośnie jako drożdże w temperaturze otoczenia i w takiej też temperaturze na skórze przekształca się w formę strzępkową, powodując grzybicę skóry. U Ustilago maydis kluczowe znaczenie dla inicjowania przejścia strzępkowego mają fitohormony, ale nie odgrywają one roli w przypadku Taphrina deformans. Źródła azotu, lipoksygenazy, cyklooksygenazy przyczyniają się do dymorfizmu drożdżowo-grzybniowego u Ophiostoma spp. U grzybów entomopatogenicznych przyczyny przemiany strzępkowo-drożdżowej są słabo poznane; w hodowli grzyby te tworzą formę drożdżową.
Na przemianę formy strzępkowej w drożdżową u ludzi oprócz temperatury około 37 °C wpływ mają także takie czynniki jak dwutlenek węgla, cysteina i estradiol. Wiązanie estradiolu z receptorami na powierzchni komórki przyspiesza wzrost formy drożdżowej Coccidioides i hamuje przejście w formę drożdżową Paracoccidioides brasiliensis. Może to wyjaśniać, dlaczego kobiety w ciąży są bardziej narażone na ryzyko rozsianej kokcydiozy i dlaczego kobiety rzadko chorują na parakokcydioidomykozę.

## Gatunki grzybów dymorficznych
Główne gatunki grzybów dymorficznych i wywoływane przez nie choroby to:
- Blastomyces dermatitidis, Blastomyces gilchristii (blastomykoza)
- Coccidioides immitis, Coccidioides posadasii (kokcydioza)
- Histoplasma capsulatum (histoplazmoza)
- Emmonsia spp. (emmonsioza)
- Lacazia loboi (lakazioza)
- Talaromyces marneffei (talaromykoza)
- Paracoccidioides brasiliensis, Paracoccidioides lutzii (parakokcydioidomykoza)
- Sporothrix schenckii (sporotrychoza)
- Hortaea werneckii (Tinea nigra)
- Malassezia furfur (m.in. łojotokowe zapalenie skóry i łupież pstry, łupież, zapalenie mieszków włosowych[4], atopowe zapalenie skóry[5])
- Mucor spp. (mukoromykoza)
- Cokeromyces recurvatus (mukoromykoza)

Grzybami dymorficznymi wywołującymi grzybowe choroby roślin są Ophiostoma ulmi, Ophiostoma novo-ulmi, Holleya sinecauda, Taphrina deformans, Ustilago maydis. Owady atakowane są przez entomopatogeniczne grzyby Beauveria bassinia, Metarhizium spp., Ophiocordyceps unilateralis. Prowadzi się badania nad wykorzystaniem tych entomopatogenicznych grzybów do zwalczania owadów powodujących duże szkody w uprawach roślin.